# Heterophleps punkikonis
Heterophleps punkikonis là một loài bướm đêm trong họ Geometridae.